# Platges del Masnou
Les platges del Masnou són les platges que conformen tot el litoral marítim del Masnou, a la costa del Maresme. Durant diversos anys, inclosa la temporada de bany 2019, van aconseguir la bandera blava, un guardó anual de certificació de la qualitat ambiental promogut per la Foundation for Environmental Education.
Al Masnou hi ha dues platges: la platja del Masnou, a llevant del port esportiu (al costat direcció a Barcelona); i la platja d'Ocata, situada a ponent (a la banda del port amb direcció a Mataró).

## Història

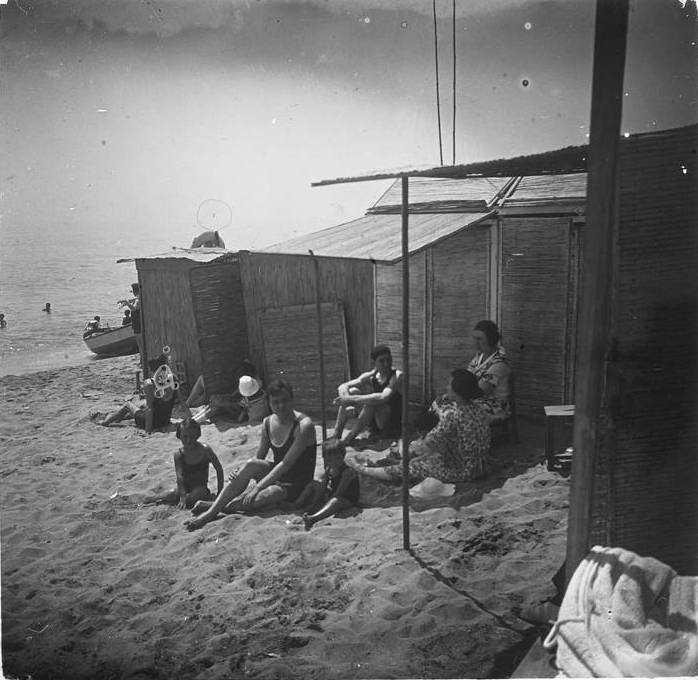
Familia a la platja del Masnou l'any 1922

El Masnou era un poble de pescadors que al segle xix virà cap a la marina mercant. A principis del segle xix les platges es feren servir en drassanes on es construïen vaixells amb les fustes que baixaven del Montseny i altres indrets. En el període 1824-1845 s'hi construïren 1.593 embarcacions, la majoria de pesca però també bergantins, pollacres i bergantins-goletes. Només Blanes i Arenys de Mar superaven aquesta xifra.
A finals del segle xix l'activitat comercial marinera desaparegué i començà el turisme d'estiuejants. Des de 1881 cada estiu es muntaven una barraques de bany a la platja amb banyeres amb aigua del mar per a estiuejants. A la primera dècada del XX començà la pràctica dels banys directament al mar, en substitució de les banyeres tradicionals, per a la qual cosa calgué instal·lar casetes de fusta a la platja per canviar-se de roba. La pràctica dels banys era cada cop més popular i les platges del Masnou cada cop eren més concorregudes. Els estiuejants hi venien en tren però també en autobús ja que el 1919 s'establí un servei d'autobusos des de Granollers feia viatges diaris a l'estiu i incloïa en el preu el servei de les casetes de fusta.
Els anys trenta del segle xx es construí el primer espigó de la platja, davant del mercat, per intentar retenir la sorra, i es feu un intent de desviar la desembocadura a la platja de les aigües del clavegueram. Els anys seixanta s'hi construïren més espigons i el Club Nàutic del Masnou. Finalment, l'any 1972 es construí el port esportiu, que acabà de dividir la platja en les dues platges que hi ha actualment.

## Platja d'Ocata

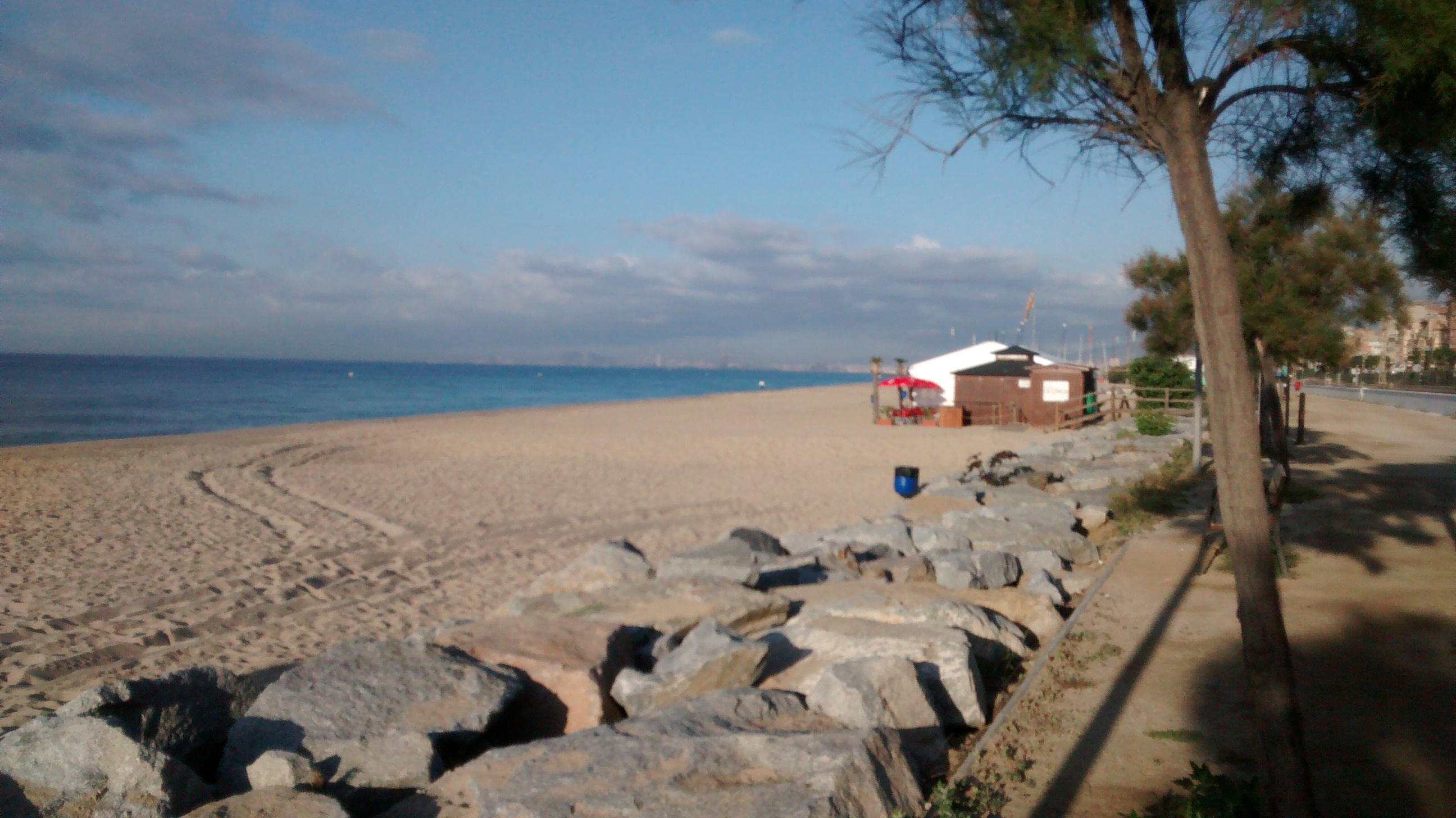
Platja d'Ocata

És una platja urbana que es troba a llevant del port del Masnou, davant del barri d'Ocata, d'on pren el nom. Està flanquejada per un passeig per a vianants i ciclistes, amb mobiliari esportiu per fer-hi exercicis. Té una llargada de més de dos quilòmetres i mig i una amplada variable que va des dels 47 metres, a tocar del port, fins als 50 metres, a la zona més propera a Premià de Mar. Al costat del port hi ha el Club Nàutic del Masnou.
Disposa de tota mena de serveis: dutxes, restaurants, zones d'oci per practicar-hi esports de platja, guinguetes i, a més, serveis de vigilància i de la Creu Roja. A l'estiu, hi tenen lloc propostes culturals i d'oci, com el festival Ple de Riure. S'hi pot arribar amb cotxe, a través d'un pas subterrani des del Masnou. A peu hi ha diversos passos subterranis i elevats que travessen l'N-II i la via del tren. També s'hi pot arribar amb tren, ja que l'estació és davant de la platja. Al tram de platja més proper a Premià de Mar, s'ha habilitat una zona de pesca amb canya d'uns 200 m durant les 24 hores del dia. A continuació d'aquest tram, hi ha una altra zona de la mateixa longitud on està autoritzada la pràctica del nudisme. Entre el carrer del Dr. Botey i l'avinguda de Joan Maragall, s'habilita un espai per a gossos, des de juny fins al 30 de setembre, senyalitzat amb tanques. Aquest espai havia estat anteriorment a la platja del Masnou, però per l'erosió de la platja es va traslladar el 2023.
L'any 2019 va obtenir el guardó de la bandera blava.
A la platja d'Ocata acaba el meridià verd, que comença a Dunkerque (França). Al lloc on acaba hi ha un monòlit commemoratiu a pocs metres del mar.

## Platja del Masnou

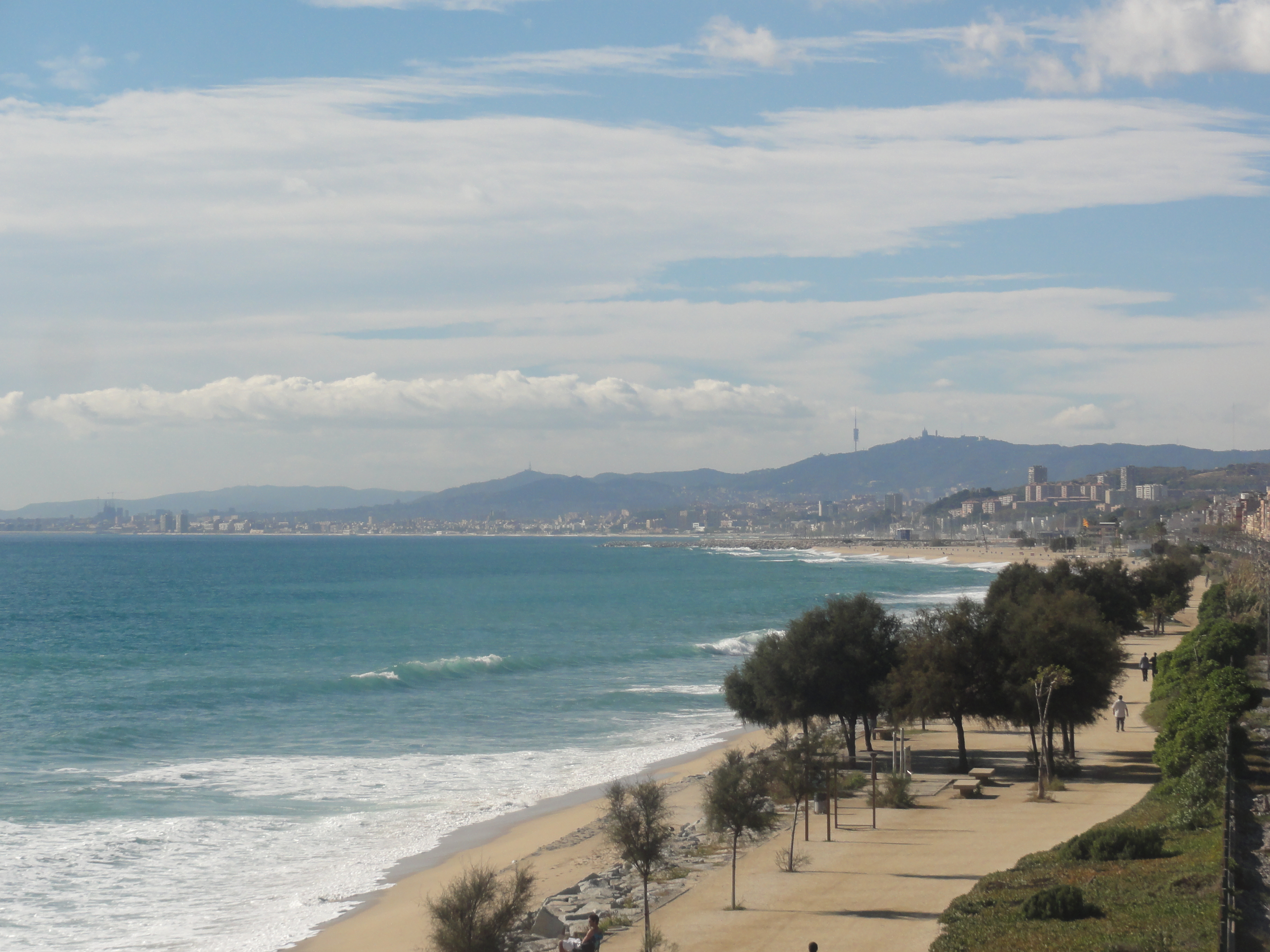
Platja del Masnou

Es troba al costat de l'espigó del port del Masnou, on desemboca la riera d'Alella, que normalment no té aigua. És de sorra fina i groguenca, i amb una entrada al mar caracteritzada pel seu fort desnivell. Té una longitud d'uns 1.100 metres i una amplada variable que va disminuint a mesura que va en direcció Barcelona.
Compta amb diversos serveis: zones d'oci, dutxes, lavabos, serveis de vigilància i guinguetes. S'hi pot accedir per un pas subterrani situat a l'altre costat de la carretera N-II i també a través del port esportiu.
Està guardonada amb la Bandera Blava, que reconeix internacionalment la qualitat de l'aigua i serveis.
També es coneix com a platja del Masnou, o de Can Teixidor o d'Alella, la franja de platja estreta i de sorra gruixuda que va fins al límit amb Montgat. Pren el nom de la masia de Can Teixidor i no compta amb serveis, amb l'excepció de les dutxes.